# Every Teardrop Is a Waterfall
«Every Teardrop Is a Waterfall» — сингл британської альтернативний рок-групи Coldplay. Він вийшов в усьому світі 3 червня 2011 як цифрове завантаження крім Великої Британії, де він вийшов 5 червня. Пісня містить елементи пісні 1976 року «I Go to Rio», яку написали Пітер Аллен і Адрієн Андерсон. Пісню перше передали на BBC Radio 1, BBC Radio 2, BBC 6 Music, Absolute Radio, і Xfm. Вони перше заграли пісню в живу в 2011 році на фестивалю в Нюрнберзі, Німеччина Rock am Ring and Rock im Park.
Пісня зайняла 29 місце в чарті Billboard Hot 100 в США, і продала 85.000 копій за перший тиждень, і тоді зросла до 14 місця.

## Натхнення
Коли пісня була вперше випущена на офіційному каналі Coldplay на сайті YouTube, було написано багато негативних коментарів у розділі коментарів, кажучи, що пісня була зірвана із «Ritmo de la Noche» групи The Sacados або from із "I Go to Rio" Пітера Аллена. Попри це, до того, як вийшов сингл, рядок "Every Teardrop Is A Waterfall містить елементи пісні "I Go to Rio", яку написали Пітер Аллен і Адрієн Андерсон" можна було помітити під офіційними словами пісні на сайті Coldplay.
На Оракулі (розділі питань і відповідей на офіційному сайті Coldplay) відповіли 9 червня 2011 на питання щодо натхнення та співробітництва:
Я не думаю, що люди добре розуміють композицію пісні. Ось пояснення: у Кріса взялось натхнення написати Every Teardrop Is a Waterfall пісня того, як він почув кілька акордів у сцені нічного клубу фільму Б'ютифул Алехандра Гонсалеса Іньярріту (2010). Акорди із фільму є частиною треку, заснованого на пісні I Go To Rio, написаною Пітером Алленом і Адрієном Андерсоном і випущеною Пітером Алленом у 1976. Хто подивиться кліп на Ютюбі, той почує для себе акорди. Якщо люди спитають, чи треба ще згадувати пісню Ritmo de la Noche групи The Sacados, відповідь — «ні». По-перше, це кавер тої самої пісні групи Chocolate, в якій був семпл пісні I Go To Rio. По-друге, обидва вони прийшли пізніше в 1990 році, тому, мабуть, вони зі сподіванкою згадали Пітера Аллена і Адрієна Андерсена.
Coldplay користуються семплами для напису нових пісень уже не перший раз: для синглу Talk із альбому X&Y вони вже користувались мотивом групи Kraftwerk.
Як щодо натхнення до пісні «Moving to Mars», то 8 липня 2011 на Оракулі була дана позитивна відповідь на те, чи пісня була натхненна документаром із такою самою назвою, зняту Матом Вайткроссом, про двох сімей, яких із Бурми вигнали у зовсім новий світ Великої Британії. Мет Уайткросс зняв кілька кліпів Coldplay, в тім числі і кліп на пісню Every Teardrop Is A Waterfall.

## Кліп
Кліп знімали 14 і 15 червня і він вийшов 28 червня 2011. В ньому гурт грає на різних фонах. Кліп зняв Мат Вайткросс, який вже зняв деякі інші кліпи Coldplay, як, наприклад, Lovers in Japan та Christmas Lights.

## Список композицій
- Цифровий сингл[8][9]

1. "Every Teardrop Is a Waterfall" – 4:03

- Компакт-диск/грампластинка

1. "Every Teardrop Is a Waterfall" – 4:03
2. "Major Minus" – 3:30

- Цифровий мініальбом

1. "Every Teardrop Is a Waterfall" – 4:03
2. "Major Minus" – 3:30
3. "Moving to Mars" – 4:19

## Чарти
| Країна         | Найвища позиція |
| -------------- | --------------- |
| Італія         | 3               |
| Канада         | 9               |
| Південна Корея | 1               |
| США            | 36              |

## Виноски
1. ↑  Coldplay - News: Every Teardrop Is a Waterfall. Coldplay.com. 31 травня 2011. Архів оригіналу за 28 серпня 2012. Процитовано 31 травня 2011. [Архівовано 2012-01-04 у Wayback Machine.]
2. 1 2  Coldplay - Every Teardop Is a Waterfall lyrics. 3 червня 2011. Архів оригіналу за 28 серпня 2012. Процитовано 3 червня 2011. [Архівовано 2012-05-04 у Wayback Machine.]
3. ↑  Every Teardrop Is A Waterfall makes radio debut on Friday. Coldplay.com. 2 червня 2011. Архів оригіналу за 28 серпня 2012. Процитовано 4 червня 2011. [Архівовано 2012-03-12 у Wayback Machine.]
4. ↑  BBC - BBC Radio 1 Programmes - Fearne Cotton, Friday: Coldplay World Exclusive 1st Play, Fearne Cotton - Coldplay World Exclusive 1st Play. BBC Radio 1. 3 червня 2011. Архів оригіналу за 28 серпня 2012. Процитовано 4 червня 2011.
5. ↑  Roadie #42 - Blog #132. Coldplay.com. Архів оригіналу за 28 серпня 2012. Процитовано 26 червня 2011. [Архівовано 2011-09-12 у Wayback Machine.]
6. ↑  Oracle (9 червня 2011). Coldplay:Oracle - Dear Oracle I really need to know, have Coldplay lost their touch?... Coldplay.com. Архів оригіналу за 14 липня 2013. Процитовано 10 липня 2011. [Архівовано 2015-01-22 у Wayback Machine.]
7. ↑  Oracle (8 липня 2011). Coldplay: Oracle - I was looking up the song Moving to Mars the other day, when I stumbled across a documentary... Coldplay.com. Архів оригіналу за 14 липня 2013. Процитовано 10 липня 2011. [Архівовано 2015-01-22 у Wayback Machine.]
8. ↑  [Архівовано 7 червня 2011 у Wayback Machine.] Every Teardrop Is a Waterfall — Single by Coldplay iTunes
9. ↑  Every Teardrop Is a Waterfall — Single by Coldplay. Архів оригіналу за 14 липня 2013. Процитовано 19 липня 2011.